# تایقونگیر
تایقونگیر (قزاقی: Тайқоңыр) یک دریاچه در استان پاولودار کشور قزاقستان است.